# Oglasa hypenoides
Oglasa hypenoides là một loài bướm đêm trong họ Noctuidae.